# Environmental Media Award
Der Environmental Media Award oder EMA Award ist ein Preis, welcher seit 1991 von der Non-Profit-Organisation Environmental Media Association (EMA) für Filme oder Fernsehepisoden, die Umweltthemen behandeln, verliehen wird. Dabei gibt es elf Kategorien: Spielfilm, Komödiantische Fernsehepisode, Drama-Fernsehepisode, Reality Primetime Programm, Kinderserie, animierte Kinderserie, Dokumentation und Digital Content, Fernsehfilme, Kurzdokumentation und Turner Award.
Die Preisverleihung findet in der Regel im Oktober statt. Im Jahr 2023 wurde sie wegen der Streiks der Gewerkschaften der Writers Guild of America und SAG-AFTRA auf Januar des Folgejahres verschoben. Die Preisverleihung wird nicht live übertragen.

## Preisträger nach Kategorien

### Spielfilm
- 2024: Twisters[3]
- 2023: Avatar: The Way of Water[4]
- 2022: Don't Look Up[5]
- 2021: No Sudden Move[6]
- 2020: Vergiftete Wahrheit
- 2019: Isle of Dogs – Ataris Reise
- 2018: Flint
- 2017: Okja
- 2016: The Jungle Book und Consumed
- 2015: Interstellar
- 2014: Disneynature: Bears
- 2013: Promised Land
- 2012: Der Lorax
- 2011: Yogi Bär
- 2010: Avatar – Aufbruch nach Pandora
- 2009: Unsere Erde – Der Film
- 2008: Into the Wild
- 2007: Happy Feet
- 2006: Ice Age 2 – Jetzt taut’s
- 2005: I Heart Huckabees
- 2004: The Day After Tomorrow
- 2003: Whale Rider
- 2002: Spirit – Der wilde Mustang
- 2001: Dr. Dolittle 2
- 2000: Erin Brockovich
- 1999: To Walk with Lions
- 1998: Fire Down Below
- 1997: Amy und die Wildgänse
- 1996: Free Willy 2 – Freiheit in Gefahr
- 1995: Pocahontas
- 1994: Free Willy – Ruf der Freiheit
- 1993: Ein ehrenwerter Gentleman
- 1992: FernGully – Christa und Zaks Abenteuer im Regenwald
- 1991: Der mit dem Wolf tanzt

### Dokumentation
- 2024: Bad River[3]
- 2023: Common Ground[4]
- 2022: Eating Our Way to Extinction[5]
- 2021: Ich bin Greta[6]
- 2020: Ted Turner: Captain Planet
- 2019: Eating Animals
- 2018: Jane
- 2017: Immer noch eine unbequeme Wahrheit – Unsere Zeit läuft
- 2016: How to Let Go of the World and Love All the Things Climate Can't Change
- 2015: Virunga
- 2014: GMO OMG
- 2013: Gasland, Teil 2
- 2012: Chasing Ice
- 2011: Revenge of the Electric Car
- 2010: Gasland
- 2009: Tie – Food Inc. and The Cove
- 2008: Planet in Peril
- 2007: Big Ideas for a Small Planet
- 2006: Eine unbequeme Wahrheit
- 2005: Farming the Seas
- 2004: The Corporation
- 2003: Fenceline – A Company Town Divided

### Dokumentationsreihe
- 2024: Ocean (Planet Earth III)[3]
- 2023: Electric Stingray (Downey's Dream Cars)[4]
- 2022: Brave New World (America the Beautiful)[5]
- 2021: The Gold Rush (Unknown Amazon with Pedro Andrade)[6]
- 2020: Ending Plastic Pollution (Activate)

### Drama-Fernsehepisode
- 2024: Part 5 (True Detective)[3]
- 2023: Whale Fall (Extrapolations)[4]
- 2022: Keep the Wolves Close (Yellowstone)[5]
- 2021: Druckabfall (New Amsterdam)[6]
- 2020: Please Remain Calm (Chernobyl)
- 2019: General Shiro (The Blacklist)
- 2018: The Invisible Hand (The Blacklist)
- 2017: Act of God (The Crown)
- 2016: Eli Matchett (The Blacklist)
- 2015: The Newsroom
- 2014: All Aboard Who’s Coming Aboard? (Parenthood)
- 2013: Gewissensentscheidung (Folge 9 von House of Cards)
- 2012: Die Söhne der Ewings – Teil 1 (Dallas (Fernsehserie, 2012))
- 2011: Pesthauch des Todes (CSI: Vegas)
- 2010: Hennen, Hahn und Hinterlist (Bones – Die Knochenjägerin)
- 2009: Achterbahn der Gefühle (Brothers & Sisters)
- 2008: Grüne Weihnachten (Boston Legal)
- 2007: Giftmüll (Numbers – Die Logik des Verbrechens)
- 2006: Natur Pur (Boston Legal)
- 2005: Der Energiegipfel (The West Wing – Im Zentrum der Macht)
- 2004: Schmutziger Regen (Without a Trace – Spurlos verschwunden)
- 2003: Freibeuter (The West Wing – Im Zentrum der Macht)
- 2002: Wasteland (The District – Einsatz in Washington)
- 2001: Nicht der beste Tag (Practice – Die Anwälte)
- 2000: The Witness (Family Law)
- 1999: Arkadien (Akte X – Die unheimlichen Fälle des FBI)
- 1998: Unter Strom (Practice – Die Anwälte)
- 1997: Der Schatz der Erinnerungen (Ein Wink des Himmels)
- 1996: Der See (Akte X – Die unheimlichen Fälle des FBI)
- 1995: Sophie (Akte X – Die unheimlichen Fälle des FBI)
- 1994: Der Kokon (Akte X – Die unheimlichen Fälle des FBI)
- 1993: Survival of the Species (Ausgerechnet Alaska)
- 1992: I’m Ready for My Close-Up, Mr. Markowitz (L.A. Law – Staranwälte, Tricks, Prozesse)
- 1991: Inside Man (Shannon’s Deal)

### Komödiantische Fernsehepisoden
- 2021: Das Richtige tun (Ted Lasso)[6]
- 2020: Der Tag der Erde (Mixed-ish)
- 2019: Full Frontal With Samantha Bee
- 2018: Adam Ruins The Suburbs (Adam Ruins Everything)
- 2017: Coal (Last Week Tonight with John Oliver)
- 2016: Teenage Mutant Milk-Caused Hurdles (Die Simpsons)
- 2015: Opposites A-Frack (Die Simpsons)
- 2014: Menus (New Girls)
- 2013: Eiskalte Nächte (Last Man Standing)
- 2012: Frozen Yoghurt (Veep – Die Vizepräsidentin)[7]
- 2011: The Futurama Holiday Spectacular (Futurama)
- 2010: Sun Tea (30 Rock)
- 2009: Jabberwocky (Better Off Ted – Die Chaos AG)
- 2008: Greenzo (30 Rock)
- 2007: Robbed A Stoner Blind (My Name Is Earl)
- 2006: Es lebe die Seekuh! (Die Simpsons)
- 2005: A Rover Runs Through It (King of the Hill)
- 2004: Der Dicke und der Bär (Die Simpsons)
- 2003: I Never Promised You An Organic Garden (King of the Hill)
- 2002: Protecting the Ego-System (Dharma & Greg)
- 2001: It’s Not Easy Being Green (King of the Hill)
- 2000: The Problem with Popplers (Futurama)
- 1999: Ringing Up Baby (Dharma & Greg)
- 1998: Clash of the Taylors (Hör mal, wer da hämmert)
- 1997: Der alte Mann und Lisa (Die Simpsons)
- 1996: Lisa als Vegetarierin (Die Simpsons)
- 1995: Changing Nature (Die Dinos)
- 1994: Bart gewinnt Elefant! (Die Simpsons)
- 1993: If You Were a Tree (Die Dinos)
- 1992: Power Erupts (Die Dinos)
- 1991: Frische Fische mit drei Augen (Die Simpsons)

### Paul Junger Witt Comedy Award
- 2024: One Day (Hacks)[3]
- 2023: Unstable (Unstable)[4]
- 2022: Art Teacher (Abbott Elementary)[5]

### Kinderfernsehen
- 2024: Braving the Backyard (Das echte große Krabbeln)[3]
- 2023: Die Honigbiene (Janes tierische Abenteuer)[4]
- 2022: Kid Correspondent: Which Snack Is Best For the Planet?[5]
- 2021: Going The Green Mile (Sydney to the Max)[6]
- 2020: Soil Turmoil/Wisteria Hysteria (Nature Cat)
- 2019: The Compost Problem (Milli+Maunz)
- 2018: Back to Canalia's Future (Cyber-Jagd)
- 2017: The Recycling Fairy (Sesamstraße)
- 2016: Bottled Up (Cyber-Jagd)
- 2015: Zu viel Schrott (Miles von Morgen)
- 2014: Pups Save the Bay (Paw Patrol)
- 2013: The Big Green Bus (ECO Company)
- 2012: Beach Clean Up (Meister Mannys Werkzeugkiste)
- 2011: Bubble Guppies
- 2010: The Earth Day Challenge (Meister Mannys Werkzeugkiste)
- 2009: Safety Smart Goes Green (Wild About Safety – Timon and Pumbaa)
- 2008: Sculptor Manny / Manny Goes Solar (Meister Mannys Werkzeugkiste)
- 2006: Save The Tree (The Wonder Pets)
- 2005: Ploot (Lilo & Stitch)
- 2004: Ms. Spitz Goes to Warsch & Stone (Braceface)
- 2003: Stromausfall (Clifford, der große rote Hund)
- 2002: Der gefährliche Virus (Disneys Tarzan)
- 2001: The Meat of the Matter (Braceface)
- 2000: Expedition der Stachelbeeren
- 1999: Expedition der Stachelbeeren
- 1998: Save The Tree (Hey Arnold!)
- 1997: Family Holiday Special (Scholastic’s The Magic School Bus)
- 1996: Zanzibar (Rockos modernes Leben)
- 1995: Meet the Rot Squad (Scholastic’s The Magic School Bus)
- 1994: Gorillas Will Be Missed (Captain Planet)
- 1993: Dream Machine (Captain Planet & The Planeteers)
- 1992: Der Supermüllmann (Widget – Der kleine Wächter)
- 1991: Whales Tales (Tiny Toon Abenteuer)

### Reality-TV
- 2024: The Good Land (Top Chef)[3]
- 2023: Stop Ghosting Greens (What Am I Eating? With Zooey Deschanel)[4]
- 2022: The Volcano Paradox (The End Is Nye)[5]
- 2021: Re-making Memories (Making It)[6]
- 2020: Folge 1101, 11. Staffel (Shark Tank)
- 2019: Engineering Earth (VICE)
- 2018: Dirty Oil & Rebuilding our Reefs (VICE)
- 2017: Collapse of the Oceans (Years of Living Dangerously)
- 2016: Climate Change (Jimmy Kimmel Live!)
- 2015: Our Rising Oceans (VICE)
- 2014: Zukunft der Erde (Unser Kosmos: Die Reise geht weiter)
- 2013: Gangs & Oil (VICE)
- 2012: Superfish Bluefin Tuna
- 2011: Folge 188 (Real Time with Bill Maher)
- 2010: Author, Author (Living With Ed)
- 2009: The Lazy Family/The Lazy Pet Groomer (The Lazy Environmentalist)
- 2008: The Fricks (Mobile Home Disaster)
- 2007: Point/Counterpoint (Living With Ed)
- 2006: Break the Addiction: An Inconvenient Truth
- 2005: Nepal (Trippin’)

### Varietésendung
- 2024: Corn Production (Last Week Tonight with John Oliver)[3]
- 2023: Monumental: Ellie Goulding at Kew Gardens[4]
- 2022: Climate Change (The Problem with Jon Stewart)[5]
- 2021: Episode 6175-Environmental Racism: How It Started vs. How It’s Going (Full Frontal with Samantha Bee)[6]